# Cảnh Tuấn Hải
Cảnh Tuấn Hải (tiếng Trung giản thể: 景俊海, bính âm Hán ngữ: Jǐng Jùn Hǎi, tiếng Latinh: Jing Junhai, sinh ngày 20 tháng 12 năm 1960, người Hán) là chính trị gia nước Cộng hòa Nhân dân Trung Hoa. Ông là Ủy viên Ủy ban Trung ương Đảng Cộng sản Trung Quốc khóa XX, Ủy viên dự khuyết khóa XIX, hiện là Bí thư Tỉnh ủy, Chủ nhiệm Ủy ban Thường vụ Nhân Đại Cát Lâm. Ông nguyên là Phó Bí thư Tỉnh ủy, Bí thư Đảng tổ, Tỉnh trưởng Cát Lâm; Phó Bí thư chuyên chức Thành ủy Bắc Kinh; Phó Bộ trưởng Bộ Tuyên truyền Trung ương Đảng; Thường vụ Tỉnh ủy Thiểm Tây, Bộ trưởng Bộ Tuyên truyền Tỉnh ủy, và Phó Tỉnh trưởng Thiểm Tây,
Cảnh Tuấn Hải gia nhập Đảng Cộng sản Trung Quốc năm 1982, học hàm, học vị Giáo sư, Thạc sĩ Kỹ thuật. Ông là người Vị Nam, đồng hương cùng lãnh tụ Tập Cận Bình, có 20 năm công tác ở quê nhà trước khi được điều chuyển tới các địa phương khác.

## Xuất thân và giáo dục
Cảnh Tuấn Hải sinh ngày 20 tháng 12 năm 1960, quê quán tại huyện cấp thị Bạch Thủy, địa cấp thị Vị Nam, tỉnh Thiểm Tây, Cộng hòa Nhân dân Trung Hoa. Ông lớn lên và tốt nghiệp cao trung ở Bạch Thủy, đến tháng 9 năm 1978 thì thi cao khảo và đỗ Học viện Kỹ thuật Viễn thông Tây Bắc – nay là Đại học Khoa Kỹ Điện tử Tây An, theo học hệ cơ bản, chuyên ngành giáo viên vật lý và tốt nghiệp vào tháng 7 năm 1982. Cùng thời điểm này, ông được kết nạp vào Đảng Cộng sản Trung Quốc. Từ tháng 9 năm 1985 đến tháng 1 năm 1988, ông tiếp tục theo đuổi bằng thạc sĩ về vật liệu và thiết bị bán dẫn. Vào tháng 6 năm 1992, ông được phong chức danh Phó Giáo sư rồi dần dần sau đó là Giáo sư Kỹ thuật vào tháng 10 năm 1998. Ông từng tham gia các khóa tập huấn, bồi dưỡng chính trị, trong đó có khóa tiến tu cán bộ cấp tỉnh, bộ giai đoạn tháng 3–4 năm 2011; tiến tu cán bộ cấp tỉnh, bộ lần thứ 2 giai đoạn tháng 3–6 năm 2014, đều tại Trường Đảng Trung ương Đảng Cộng sản Trung Quốc.

## Sự nghiệp

### Thiểm Tây

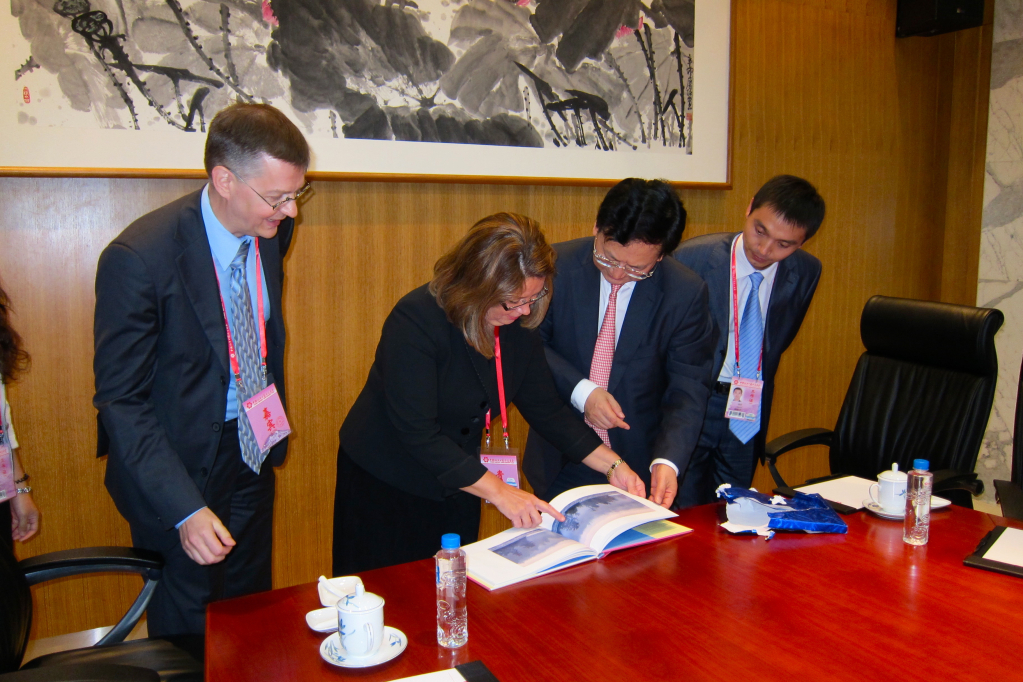
Cảnh Tuấn Hải gặp Phó Thống đốc Minnesota Tina Smith, 2011.

Tháng 9 năm 1992, sau khi tốt nghiệp trường Tây An, Cảnh Tuấn Hải bắt đầu công tác tại Khu khai phát Công nghệ cao Tây An thuộc tỉnh lị Tây An, dần dần giữ chức Phó Chủ nhiệm, Chủ nhiệm Ban quản lý dự án, Chủ nhiệm Trung tâm Thương mại, Trung tâm Khởi nghiệp, Chủ nhiệm Văn phòng Ngoại vụ. Tháng 8 năm 1997, ông giữ chức Phó Chủ nhiệm Ủy ban Quản lý Khu Khai phát Công nghệ cao Tây An. Vào tháng 12 năm 1999, ông đồng thời giữ vị trí Phó Chủ nhiệm Khu Khai phát Công nghệ cao Tây An và Phó Chủ tịch Hiệp hội Khoa học và Công nghệ thành phố. Vào tháng 5 năm 2002, ông được bổ nhiệm làm Chủ nhiệm Ủy ban Kế hoạch Phát triển Tây An và Phó Chủ tịch Hiệp hội Khoa học và Công nghệ thành phố. Vào tháng 1 năm 2003, ông là Chủ nhiệm Khu Khai phát Công nghệ cao Tây An, Bí thư Ban công tác Đảng và Phó Chủ tịch Hiệp hội Khoa học và Công nghệ thành phố. Vào tháng 11 năm 2005, Cảnh Tuấn Hải được bầu vào Ủy ban Thường vụ Thường vụ Thành ủy Tây An, Chủ nhiệm Khu Khai phát Công nghệ cao Tây An, và Bí thư của Ủy ban Công tác Đảng.
Vào tháng 1 năm 2008, Cảnh Tuấn Hải ông được bổ nhiệm làm Tỉnh ủy viên, Phó Tỉnh trưởng Chính phủ Nhân dân tỉnh Thiểm Tây. Trong thời gian giám sát Bộ Tuyên truyền Tỉnh ủy Thiểm Tây, ông đã lên kế hoạch và thúc đẩy việc mở rộng nơi chôn cất của chính trị gia Tập Trọng Huân thành một nghĩa trang. Vào tháng 5 năm 2012, ông được bầu vào Ủy ban Thường vụ Tỉnh ủy, phân công làm Bộ trưởng Bộ Tuyên truyền Tỉnh ủy, Phó Tỉnh trưởng Chính phủ Nhân dân tỉnh Thiểm Tây. Vào tháng 7 năm 2012, ông rời khỏi vị trí Phó Tỉnh trưởng Chính phủ Nhân dân tỉnh Thiểm Tây.

### Điều chuyển
Vào tháng 7 năm 2015, sau hơn 20 năm công tác ở quê nhà Thiểm Tây, Cảnh Tuấn Hải được điều động lên trung ương, bổ nhiệm làm Phó Bộ trưởng Bộ Tuyên truyền Trung ương Đảng Cộng sản Trung Quốc. Công tác ở Bộ Trung Tuyên hơn 2 năm thì ông được điều tới Bắc Kinh, đến tháng 4 năm 2017, ông được chỉ định vào Ủy ban Thường vụ Thành ủy, bổ nhiệm làm Phó Bí thư chuyên chức Thành ủy Bắc Kinh. Vào tháng 10 năm 2017, ông được bầu là đại biểu từ đoàn Bắc Kinh dự Đại hội Đảng Cộng sản Trung Quốc lần thứ XIX, được bầu làm Ủy viên dự khuyết Ủy ban Trung ương Đảng Cộng sản Trung Quốc khóa XIX.

### Cát Lâm
Vào ngày 2 tháng 1 năm 2018, sau hơn 2 năm được luân chuyển công tác ở Bộ Trung Tuyên lẫn Bắc Kinh, Cảnh Tuấn Hải được điều chuyển tới Cát Lâm, chỉ định vào Ủy ban Thường vụ Tỉnh ủy. Ủy ban Thường vụ Đại hội Nhân dân toàn quốc lần thứ XII của tỉnh Cát Lâm đã tổ chức cuộc họp lần thứ 39 và quyết định bổ nhiệm ông làm Phó Tỉnh trưởng Chính phủ Nhân dân tỉnh Cát Lâm và quyền Tỉnh trưởng Chính phủ Nhân dân tỉnh Cát Lâm. Vào ngày 31 tháng 1, ông được bầu làm Tỉnh trưởng Chính phủ Nhân dân tỉnh Cát Lâm. Năm 2018, ông ứng cử từ khu vực Cát Lâm tại Đại hội Đại biểu Nhân dân toàn quốc và trúng cử là đại biểu Đại hội Đại biểu Nhân dân toàn quốc khóa XIII nhiệm kỳ 2018–23. Đến ngày 20 tháng 11 năm 2020, ông được Trung ương Đảng quyết định phân công là Bí thư Tỉnh ủy Cát Lâm, sau đó được bầu là Chủ nhiệm Ủy ban Thường vụ Nhân Đại Cát Lâm vào ngày 27 tháng 1 năm 2021, lãnh đạo toàn diện tỉnh này. Cuối năm 2022, ông tham gia Đại hội Đảng Cộng sản Trung Quốc lần thứ XX từ đoàn đại biểu Cát Lâm. Trong quá trình bầu cử tại đại hội, ông được bầu là Ủy viên Ủy ban Trung ương Đảng Cộng sản Trung Quốc khóa XX.

## Phát biểu
Ngày 27 tháng 1 năm 2018, Cảnh Tuấn Hải lúc này chưa nhậm chức Tỉnh trưởng Cát Lâm, là khách mời dự hội nghị lần thứ nhất của Ủy ban Cát Lâm Hội nghị Hiệp thương Chính trị Nhân dân Trung Quốc khóa XII, ông đã phát biểu. Và bài phát biểu này được đăng trên trang thứ 5 của Nhân Dân nhật báo vào ngày 7 tháng 2, trong đó có đoạn:
Mùa đông Đông Bắc không phải là "mãnh thú". Người thực sự làm việc chân chính không thấy lạnh, người không có việc để làm mới thấy lạnh, điều này cùng trạng thái tinh thần của con người có mối quan hệ.